# Order Honoru (Armenia)
Order Honoru (orm. Պատվո շքանշան) – siódmy w armeńskiej kolejności starszeństwa order, ustanowiony 6 lipca 2000. 
Przyznaje się go za wybitne zasługi w dziedzinie obrony interesów państwowych i narodowych Republiki Armenii, za działalność niepodległościową, promowanie demokracji, nawiązywanie, umacnianie i rozwój przyjaźni innych narodów z Republiką Armenii, a także za znaczący wkład w promowanie pokoju międzynarodowego. Przyznawany jest osobom pełniącym ważne role w życiu państwowym, politycznym, gospodarczym, kulturalnym i publicznym, przedstawicielom dyplomatycznym, przywódcom duchowym (przedstawicielom religijnym), dobroczyńcom i kolektywom w dziedzinie nauki, ekonomii, edukacji, zdrowia, kultury.